# Hospedaria de imigrantes de Santos
Embora a Hospedaria de imigrantes de Santos tenha sido idealizada para receber os imigrantes estrangeiros que chegavam ao Porto de Santos, o prédio nunca foi utilizado com essa finalidade. Na época de sua construção o fluxo migratório diminuíra, sendo os imigrantes diretamente conduzidos à se(c)ção competente, em São Paulo, para quarentena. Desde então, o prédio teve diferentes finalidades, como depósito de milho, café e banana e também já abrigou empresas de conserto de navios. Ele foi tombado em 1998 como patrimônio histórico e, desde que ficou desocupado, se tornou símbolo de abandono.
A construção teve origem no projeto do arquiteto Nicolau Spagnolo, que não foi integralmente obedecido. Eclético, com muitas características neocoloniais, utiliza a linguagem clássica na cornija central e no frontão com volutas da entrada principal. Foi construído num único corpo de estrutura, com tesouras metálicas, dispondo de torres na fachada principal e na esquina em ângulo chanfrado, com janelas preenchidas com tijolo.  
Inscrito num retângulo de 110 x 87 m, compõe-se de duas alas distintas que formam um pátio central. São ligadas no pavimento térreo - com 6,20 m de pé direito - através do que seriam a cozinha e seus anexos. No andar superior, cujo pé direito tem 7 m e onde ficariam os dormitórios, elas são unidas por larga varanda, apoiada em pilar.  
A entrada dos imigrantes seria pelo lado do cais, onde haveria um portão de ferro atravessado pela linha férrea, servida por vagões que trariam os passageiros desde o porto.  
Datado de 1912, o prédio acabou sendo utilizado como armazém de café, depósito da Cooperativa dos Bananicultores e pátio de contêineres. Houve estudos para ocupação do espaço com empreendimento vinculado ao turismo de negócios. 
Em agosto de 2005, a localidade chegou a ser cogitada para ser um campus da Unifesp na Baixada Santista, o que acabou por não se concretizar. No começo de Agosto de 2011, teve confirmação como extensão do Centro Paula Souza, a Fatec Rubens Lara, com o curso de Petróleo e Gás entre outros datados para 2012 ou além, mediante uma reforma de mais 25 milhões de reais.
Em 2012, a destinação do imóvel à Fatec foi anunciada e, três anos depois, um edital de licitação para reparo foi anunciado pela prefeitura de Santos. O investimento estimado na época era de R$ 70 milhões por parte do Governo do Estado. As obras deveriam começar ainda naquele ano e com previsão de término em três anos.
Desde então, o  Centro Paula Souza (CPS), responsável pela faculdade, chegou a elaborar projetos para garantir a restauração, mas o investimento não saiu do papel. Um dos impasses envolve o solo do imóvel, que está contaminado por óleo combustível. Segundo a Companhia Ambiental do Estado de São Paulo (Cetesb), a correção é de responsabilidade da faculdade, atual proprietária do imóvel. Em nota, o CPS se limitou a dizer que a contaminação terá de ser avaliada e que não havia previsão financeira para investir no imóvel em 2019.